# Chrétiens unis pour Israël
 (février 2022).
Chrétiens unis pour Israël (en anglais : Christians United For Israel ; CUFI) est une organisation chrétienne américaine pro-israélienne qui se définit comme un mouvement national centré sur le soutien à Israël qu'elle affirme offrir pour des raisons bibliques. L'organisation est dirigée par le pasteur John Hagee et associée à diverses églises et ministères aux États-Unis, pour fournir un soutien politique et financier à l'État d'Israël. Elle revendique dix millions d'adhérents.

## Fondation
Chrétiens Unis pour Israël est fondée en 1992 par le pasteur protestant David Lewis. Le ministre évangélique John Hagee sollicite auprès de Lewis l'autorisation d'utiliser le nom de l'organisation.
Hagee invite divers leaders chrétiens américains à s'unir à sa nouvelle initiative. Environ 400 leaders, représentant chacun une dénomination, une église, un ministère, une maison d'édition, ou une université protestante, expriment leur soutien au projet, et c'est ainsi que l'association est créée sous la dénomination Chrétiens Unis pour Israël. Hagee dépose les statuts de l'organisation le 7 février 2006. Depuis sa création, la CUFI est basée à San Antonio au Texas, la commune où le pasteur Hagee exerce un ministère religieux.

## Objectif
Parmi les objectifs de la CUFI figurent l'éducation et la promotion du soutien chrétien à Israël en Amérique : la CUFI cherche à rassembler les chrétiens évangéliques que soutiennent Israël pour des raisons  bibliques. La CUFI poursuit l'accomplissement de cet objectif en diffusant de la littérature, des DVD, des rapports sur le Proche-Orient et le Moyen-Orient, et en organisant l' événement annuel « une nuit pour honorer Israël » (A Night to Honor Israel).
La politiste Célia Belin, autrice de Jésus est juif en Amérique, indique que pour l'organisation, le soutien à Israël « est un acte de foi. Nombre d’évangéliques soutiennent Israël comme ils s’opposent au droit à l’avortement : cela est perçu comme conforme à la volonté de Dieu ». Cette croyance est basée en partie sur une lecture littéraliste de certains textes bibliques, à commencer par Genèse 12, 3, où Dieu dit à Abraham : « Je bénirai ceux qui te béniront, et je maudirai ceux qui te maudiront ; et toutes les familles de la Terre seront bénies en toi. »

## CUFI on Campus
Le premier chapitre universitaire est établi à l'Université d'État de Californie, à Bakersfield et nommé en anglais CUFI on Campus. L'association mène également à terme la création de chapitres similaires dans d'autres campus universitaires.
En 2011, lors la réunion annuelle du CUFI à Washington DC, les responsables affirment avoir formé 225 chapitres de CUFI on Campus, ajoutant que l'association envisage d'en créer de nouveaux dans plus de 75 autres campus du pays.

## Filles pour Sion
Les Filles pour Sion (Daughters for Zion) forment un ministère de prière chrétienne faisant partie de Chrétiens unis pour Israël, mis en place en août 2007. La mission des Filles pour Sion est d'organiser un réseau national de prière pour Israël dans chaque ville des États-Unis d'Amérique. Ces groupes de prière peuvent être mis en place "dans l'église, à la maison, au bureau ou dans tout autre lieu approprié pour le culte". L'association Filles de Sion a été créée sous la direction des pasteurs protestants John Hagee et Lynn Hammond.

## Activités

### Une nuit pour honorer Israël
La CUFI célèbre des événements tels que « une nuit pour honorer à Israël » dans diverses villes des États-Unis. Ces événements ont pour objectif d'exprimer la solidarité chrétienne avec l'État de Israël et avec le peuple juif.
De tels événements incluent souvent la présence de membres de la communauté juive locale. En fait, les fonds qui sont perçus durant ces événements sont souvent donnés aux fédérations juives locales pour les aider dans leur soutien à divers projets en Israël.

### Réunion à Washington
La CUFI organise annuellement une réunion destinée à permettre à ses délégués de parler personnellement en nom d'Israël. En réponse à divers événements, la CUFI mobilise ses membres grâce à un système d'alerte rapide permettant d'élever le niveau de soutien populaire à Israël et de mener à terme des actions de lobbying en faveur de ce pays au Congrès des États-Unis.

### Influence sur Donald Trump
La CUFI a revendiqué sa proximité avec l'administration Trump et s'est attribuée plusieurs décisions de celle-ci, notamment le soutien à l’annexion par Israël du plateau du Golan en Syrie, le transfert de l’ambassade américaine à Jérusalem et la réduction de l’aide à  l’organisme des Nations unies chargé d’aider les réfugiés palestiniens, l’UNRWA.